# Черновцы-Северная
Черновцы-Северная — пассажирско-грузовая узловая станция Ивано-Франковской дирекции Львовской железной дороги. Находится на скрещении линий на Вадул-Сирет (ближайшая станция — Черновцы, в 2 км),  Коломыю (ближайшая станция — Лужаны, в 13 км) и Окницу (ближайшая станция — Садгора, в 4 км).
Расположена в городе Черновцы, в Садгорском районе.

## История
Станция была открыта 1 сентября 1866 году». Тогда же было построено здание вокзала, сохранившееся до наших дней. В начале 2000-х гг. проводился капитальный ремонт вокзала.
28 марта 1944 года во время освобождения Черновцов в ходе Проскуровско-Черновицкой наступательной операции станция Черновцы-Северная стала ареной яростных боев.
Эхо минувшей войны прозвучало через 42 года. 7 апреля 2006 года возле станции Черновцы-Северная была найдена неразорвавшаяся 25-килограммовая осколочная авиационная бомба. Боеприпас удалось вывезти за пределы станции и города, и он был подорван в одном из песчаных карьеров Черновицкой области.

## Пассажирское сообщение по станции
Примерно в 200 метрах от станции находится троллейбусная остановка «Дрожжевой завод», где останавливаются троллейбусы №3 и №5.
На станции останавливаются пригородные поезда от станции Черновцы до конечных станций Вижница, Коломыя, Ларга, Сокиряны и Стефанешты.

## Галерея
- Вид с перрона
- Станция Черновцы-Северная